# Lech Trzcionkowski
Lech Trzcionkowski (ur. 20 kwietnia 1965 we Wrocławiu) – polski historyk, religioznawca, tłumacz, specjalista w zakresie historii starożytnej.

## Życiorys
Absolwent historii (1990) i filologii klasycznej (1992) na Katolickim Uniwersytecie Lubelskim. Uczeń Edwarda Zwolskiego. Od 1992 zatrudniony w Zakładzie Historii Starożytnej Sekcji Historii Katolickiego Uniwersytetu Lubelskiego Jana Pawła II. Doktorat w 2000 (Święta lokalne na terenie Attyki. Studia nad obrzędami lokalnych grup społecznych w okresie klasycznym, promotor: Benedetto Bravo) na Uniwersytecie Warszawskim. W 2013 odszedł z pracy na KUL. Następnie wykładał na Uniwersytecie Warszawskim. Habilitacja w 2015 na Wydziale Filologicznym Uniwersytetu Jagiellońskiego. Obecnie wykładowca Uniwersytetu Jagiellońskiego i dyrektor Instytutu Religioznawstwa UJ na lata 2016-2020.

## Wybrane publikacje
- Historia: podręcznik dla liceum ogólnokształcącego, liceum profilowanego i technikum: klasa 1: zakres podstawowy, cz. 1: Starożytność, Kielce: „MAC Edukacja” 2002 (wiele wydań).
- (współautor: Leszek Wojciechowski) Historia – starożytność i średniowiecze: podręcznik dla I klasy gimnazjum, Warszawa: „Demart” 2002 (wiele wydań).
- (redakcja) Plutarch, Żywoty równoległe, t. 1: Tezeusz – Romulus i ich porównanie, Likurg – Numa i ich porównanie, przeł. i wstępem poprzedził Kazimierz Korus, przypisami i koment. opatrzyli Lech Trzcionkowski i Kazimierz Korus, Warszawa: Prószyński i S-ka 2004.
- (redakcja) Plutarch, Żywoty równoległe, t. 2: Solon i Publikola i ich porównanie, Temistokles i Kamillus, przeł. Kazimierz Korus i Lech Trzcionkowski, wstępem i przypisami opatrzył Kazimierz Korus, wstępem, przypisami i koment. opatrzyli Lech Trzcionkowski i Aleksander Wolicki, Warszawa: Prószyński i S-ka 2005.
- (przekład) Henri Hubert, Marcel Mauss, Esej o naturze i funkcji ofiary, tł. Lech Trzcionkowski, Kraków: Zakład Wydawniczy „Nomos” 2005.
- (przekład) Walter Burkert, Stwarzanie świętości: ślady biologii we wczesnych wierzeniach religijnych, przeł. Lech Trzcionkowski, Kraków: Wydawnictwo Homini 2006.
- (posłowie) Lidia Winniczuk, Ludzie, zwyczaje i obyczaje starożytnej Grecji i Rzymu, posłowie Lech Trzcionkowski, wyd. 4 zm., Warszawa: Wydawnictwo Naukowe PWN 2006.
- (redakcja) Plutarch, Żywoty równoległe, t. 3: Arystydes, Katon Starszy i ich porównanie, przeł., wstępami do żywotów, przypisami i koment. opatrzyli Lech Trzcionkowski i Aleksander Wolicki, Warszawa: Prószyński i S-ka 2008.
- (przekład) P. J. Rhodes, Historia Grecji: okres klasyczny 478-323 p.n.e., tł. Lech Trzcionkowski, Kraków: Wydawnictwo Uniwersytetu Jagiellońskiego 2009.
- (redakcja) Antropologia antyku greckiego: zagadnienia i wybór tekstów, oprac. Włodzimierz Lengauer, Lech Trzcionkowski, red. Włodzimierz Lengauer, Paweł Majewski, Lech Trzcionkowski, wstęp Włodzimierz Lengauer, Warszawa: Wydawnictwa Uniwersytetu Warszawskiego 2011.
- (redakcja) Plutarch, Żywoty równoległe: Kimon, Lukullus i ich porównanie, z jęz. grec. przeł. wstępami i koment. opatrzyli Lech Trzcionkowski i Aleksander Wolicki, Warszawa: Wydawnictwa Uniwersytetu Warszawskiego 2012.
- Bios – Thanatos – Bios: semiofory orfickie z Olbii i kultura polis, Warszawa: Wydawnictwo Naukowe Sub Lupa – Uniwersytet Warszawski. Instytut Badań Interdyscyplinarnych Artes Liberales 2013.
- (współautor: Leszek Wojciechowski), Historia: podręcznik dla gimnazjum: klasa 1, Warszawa: Nowa Era – Wydawnictwo Szkolne PWN 2015.